# Triossido di diazoto
Il triossido di diazoto, nome sistematico ossido di azoto(III) e noto come anidride nitrosa in nomenclatura tradizionale, è un ossido dell'azoto di formula molecolare N2O3 in cui N è allo stato di ossidazione +3 (medio). La sua formula semistrutturale è ON−N(O)2, dove un atomo di azoto è +2 e l'altro +4. Nonostante questa insolita struttura, formalmente è l'anidride dell'acido nitroso, ma si mostra essere tale anche di fatto (vide infra).
Questa forma molecolare vale nella condizione più stabile per questo composto, che si ha a basse temperature, sia allo stato solido che in parte allo stato liquido (punto di fusione -100,7 °C, punto di ebollizione ~ 3,5 °C), il primo di colore azzurro pallido e il secondo azzurro cupo a temperature molto basse, ma che poi diviene verdastro per progressivo riscaldamento a causa della dissociazione e formazione quindi di NO2, che è arancio bruno.
Il triossido di diazoto è solubile acqua dove però dà luogo a una soluzione di acido nitroso (HNO2); è solubile anche in solventi organici come il tetracloruro di carbonio, il  cloroformio, il benzene e il toluene, dando in ogni caso soluzioni azzurre.

## Proprietà

### Stabilità e isomeri
Il triossido di diazoto è già scarsamente stabile di suo, essendo un composto piuttosto endotermico, ΔHƒ° = +84,82 kJ/mol.
La stabilità limitata della molecola fa sì che già in parte allo stato liquido, ma specialmente allo stato di vapore, essa subisca un equilibrio di dissociazione in monossido di azoto e biossido di azoto (due specie radicaliche e quindi paramagnetiche); inoltre, il grado di dissociazione della molecola aumenta all'aumentare della temperatura:
{\displaystyle {\ce {N2O3 <=> NO + NO2}}}
[ ΔHr° = +40,5 kJ/mol; ΔGr° = -1,59 kJ/mol; T = 25 °C; Keq = 1,91 atm ]
Questa dissociazione, e quindi la formazione dei prodotti, inizia ad essere apprezzabile a partire da circa -30 °C. Per confronto, la dissociazione del tetrossido di diazoto N2O4 è un po' più sfavorita, ΔHƒ° = +57,23 kJ/mol.
L'altro suo possibile isomero molecolare (O=N−O−N=O, nitrito di nitrosile, la cui struttura è quella attesa per l'anidride nitrosa) è ancora meno stabile (ΔHƒ°calcolato = +97,9 kJ/mol) e di esso si conosce solo qualche dato spettrale. Può essere prodotto dalla reazione del nitrito di tetrabutilammonio (n-Bu4N+NO2−) con l'anidride triflica ((CF3−SO2)2O) in soluzione di diclorometano a -30 °C.
Un terzo possibile isomero sarebbe quello ionico, cioè il nitrito di nitrosonio [NO+ NO2]− che è sconosciuto materialmente, ma calcoli teorici prevedono per esso un'entalpia di formazione standard parecchio più alta, almeno 113,8 kJ/mol.

### Struttura molecolare
La molecola del triossido di diazoto non ha elettroni spaiati ed è quindi diamagnetica (a differenza dei suoi prodotti di dissociazione).
Da indagini spettroscopiche rotazionali nella regione delle microonde su N2O3 si ricava che la molecola è planare con simmetria Cs ed alquanto polare (μ = 2,12 D), con il nitrosile NO parzialmente positivo e il gruppo nitro NO2 parzialmente negativo.
Da indagini spettroscopiche infrarosse, effettuate in alta risoluzione con trasformata di Fourier sul vapore di N2O3 a 230 K (-43 °C), risulta, tra l'altro, che il legame N−N è insolitamente lungo, ben 186,4 pm, e quindi presumibilmente molto debole; per confronto, il valor medio di tale legame ammonta a 147 pm. e nell'idrazina (H2N−NH2) è ancora un po' più corto (145 pm). In questo contesto è bene comunque notare che anche il legame N−N nel tetrossido di diazoto (O2N−NO2), che è soggetto a dissociazione, è anch'esso molto lungo: 178,2 pm. L'angolo O-N-O è di 129,8°, un po' meno ampio di quello di N2O4, pari a 135,4°.

## Sintesi e reattività
La maniera più semplice di ottenere il triossido di diazoto consiste nel far condensare a bassa temperatura (< -20 °C) il monossido di azoto e il biossido di azoto:
{\displaystyle {\ce {NO\,+\,NO2\leftrightarrows N2O3}}}
oppure ancora il monossido di azoto e l'ossigeno in quantità stechiometrica. Si ottiene in tal modo un liquido azzurro intenso che, quando viene gradatamente riscaldato, diviene di colore verdastro, perché in tal modo cresce la quantità formata di NO2, che è arancione.
Un'altra via consiste nel far reagire a bassa temperatura il tetrossido di diazoto liquido con carbonato di litio, in presenza di tracce di umidità:
{\displaystyle {\ce {Li2CO_{3(s)}\,+\,N2O_{4(l)}\to 2LiNO3\,+\,CO2}}}
Un'altra via consiste nel trattare il triossido di diarsenico (anidride arseniosa) con una soluzione acquosa di acido nitrico:
2 HNO3 + As2O3 + 2 H2O   →   2 H3AsO4 + N2O3
La reattività di N2O3 in condizioni ordinarie è spesso approssimabile a quella di una miscela equimolecolare di monossido di azoto NO e biossido di azoto NO2. Nonostante che la struttura della molecola non sia quella normale per un'anidride inorganica e nonostante la dissociazione, la reazione di N2O3 con soluzioni acquose fornisce soluzioni di acido nitroso:
{\displaystyle {\ce {N2O3\,+\,H2O\to 2HNO2}}}
Questo, essendo un acido debole, nella soluzione è parzialmente dissociato in ione idrossonio e ione nitrito:
{\displaystyle {\ce {HNO2\,+\,H2O\leftrightarrows H3O+\,+\,NO2^{-}\,\,\,\,\,[pKa=3,29]}}}
Questa trasformazione del triossido di diazoto in acqua è molto più rapida e completa se la soluzione è alcalina e in tal caso si ottengono i corrispondenti nitriti.
Il triossido di diazoto reagisce con acidi molto forti, come l'acido perclorico o tetrafluoroborico, per generare i corrispondenti sali di nitrosonio:
{\displaystyle {\ce {N2O3\,+\,3HClO4\to 2[N\equiv O]+[ClO4]^{-}\,+\,[H3O]+[ClO4]-}}}
{\displaystyle {\ce {N2O3\,+\,2HBF4\to 2[N\equiv O]+[BF4]^{-}\,+\,H2O}}}